# 蒙福爾的貝特蕾德
蒙福爾的貝特蕾德（法語：Bertrade de Montfort，約1070年—1117年2月4日），蒙福爾家族成員，藉由婚姻先後成為安茹伯爵夫人、法蘭克人王后。

## 家庭
1089年，貝特蕾德與安茹伯爵富爾克四世結婚，兩人的兒子是耶路撒冷國王富爾克。
1092年，貝特蕾德與法國國王腓力一世結婚，兩人共有2子1女：
1. 菲利普（1092年—約1133年）
2. 弗勒里（1095年—1119年）
3. 塞西莉（英语：Cecile of France）（1097年—1145年）